# (464573) 2016 CY67
(464573) 2016 CY67 es un asteroide perteneciente al cinturón de asteroides, descubierto el 16 de marzo de 2007 por el equipo Spacewatch desde el Observatorio Nacional de Kitt Peak (Arizona, Estados Unidos).